# Hōjō Tokimune
Hōjō Tokimune (北条时宗, , 05 de junho de 1251 - 20 de abril de 1284) do clã Hōjō foi o oitavo Shikken (regente , mas que de fato governava o Japão) do Shogunato Kamakura, conhecido por liderar as forças  japonesas contra a invasão dos Mongóis, de difundir o Zen Budismo e por extensão o Bushido entre os samurais.

## Vida
Tokimune foi o filho mais velho do Shikken e Tokusō Tokiyori da ancestral Casa Adachi. Preparado para se tornar o próximo governante do Japão, se tornou um Shikken aos 18 anos.
É graças a ele que o Zen Budismo se estabeleceu firmemente em Kamakura, e mais tarde, em Kyoto , e em todo o Japão, especialmente entre os samurais.
Em 1271, ele baniu Nichiren para Ilha de Sado.

## Desafio dos Mongóis
Os mongóis haviam enviado uma carta ameaçadora e emissários ao Japão em janeiro de 1268, e após discussão, Tokimune decidiu os enviar os emissários de volta sem resposta. Os mongóis enviaram emissários várias vezes mais: em 07 de março de 1269, 17 de setembro de 1269, em setembro de 1271 e maio 1272. Mas Tokimune mandou expulsar os emissários de Kublai Khan. Logo depois, veio a primeira invasão, em 1274. Mas mesmo depois da fracassada a invasão, cinco emissários foram enviados em setembro de 1275 para Kyushu , e se recusaram a sair do pais sem resposta. Tokimune respondeu levando-os a Kamakura e depois decapitando-lhes .  Os túmulos dos cinco emissários mongóis executados existem até hoje em Kamakura em Tatsunokuchi .  Em seguida, novamente em 29 de julho de 1279, mais cinco emissários foram enviados e novamente decapitados, desta vez em Hakata . Esperando uma invasão, em 21 de fevereiro de 1280, a Corte Imperial ordenou que todos os templos e santuários rezassem pela vitória sobre o Império Mongol. Kublai Khan reuniu tropas para outra invasão em 1281 , que mais uma vez foi um fracasso, em parte devido a um tufão.

## Conselho Zen
A invasão mongol fora contida por um tufão (Kamikaze ou vento divino), e pela resistência samurai. Tokimune planejou e liderou a defesa. Tokimune queria derrotar sua covardia, então pediu um conselho a Bukko (seu mestre Zen). Bukko respondeu que ele tinha que meditar para encontrar a fonte da sua covardia em si mesmo.
Quando os mongóis invadiram Japão, Tokimune se encontrou com Bukko e disse: Finalmente, esta ocorrendo o maior acontecimento da minha vida e Bukko perguntou: Como você pretende enfrentá-lo? Tokimune gritou Katsu! (Vitória!).  Como se quisesse assustar a todos os inimigos na frente dele. Bukko respondeu com satisfação: "É verdade que o filho de um leão ruge como um leão!.
Quando Tokimune morreu, Bukko disse que ele tinha sido um bodhisattva, olhou pelo bem-estar do povo, não traiu nenhum sinal de alegria ou raiva e estudou Zen para que alcançar a iluminação.